# زواج المثليين في أيرلندا الشمالية
أصبح زواج المثليين قانونيا في أيرلندا الشمالية منذ 13 يناير 2020، مع دخول قانون أيرلندا الشمالية (التكوين التنفيذي وما إلى ذلك) 2019. وأقيمت مراسم زواج المثليين الأولى في 11 فبراير 2020. كانت الشراكات المدنية متاحة للشركاء المثليين منذ تقنينهم من قبل حكومة المملكة المتحدة في عام 2005.
صوتت الجمعية التشريعية لأيرلندا الشمالية في هذا الشأن خمس مرات منذ عام 2012، وعلى الرغم من إقراره بأغلبية ضئيلة في المحاولة الخامسة، فقد تمت معارضته على الدوام من قبل الحزب الاتحادي الديمقراطي باستخدام «التماس القلق». بعد انتخابات الجمعية التشريعية لأيرلندا الشمالية غير الحاسمة لعام 2017 وفشلها في تشكيل هيئة تنفيذية لأيرلندا الشمالية بحلول الموعد النهائي في 21 أكتوبر 2019، دخلت الأحكام الواردة في قانون أيرلندا الشمالية (التكوين التنفيذي وما إلى ذلك) 2019 التي تنص على تشريع زواج المثليين بحلول 13 يناير 2020 حيز التنفيذ. تم توقيع اللوائح التي تنفذ زواج المثليين من قبل جوليان سميث، وزير الدولة لأيرلندا الشمالية، في 19 ديسمبر 2019. قام السياسي الذي أدخل الموعد النهائي للتشريع في 13 يناير 2020، البارون هايوارد، بذلك من أجل إتاحة الوقت الكافي لتحديث جميع التشريعات التي تأثرت بالتغيير، مثل حقوق التقاعد ومسؤوليات الوالدين. وتمت أول حفلات المثليين في فبراير 2020. أصبح زواج المثليين معترفًا به قانونًا في 13 يناير 2020، مع كون الأزواج أحرارا في تسجيل عزمهم على الزواج والاعتراف بالأزواج الذين سبق لهم الزواج من ذلك التاريخ.

## الشراكات المدنية
أصبحت الشراكات المدنية متاحة للشركاء المثليين في أيرلندا الشمالية منذ عام 2005، عندما أقر برلمان المملكة المتحدة قانون الشراكة المدنية لعام 2004. يمنح القانون الشركاء المثليين معظم -وليس كل- حقوق ومسؤوليات الزواج المدني. نفس حقوق الملكية كما يحق للمتزوجين المغايرين، كما يعطي للشركاء نفس الإعفاء الذي يحصل عليه المتزوجون على ضريبة الميراث، والضمان الاجتماعي والتقاعد والفوائد، وأيضا القدرة على الحصول على مسؤولية الأبوة والأمومة لأطفال الشريك. وكذلك المسؤولية عن الصيانة المعقولة لشريكه وأطفاله، وحقوق الإيجار، والتأمين على الحياة الكاملة، وحقوق الأقرباء في المستشفيات، وغيرها. هناك عملية رسمية لإلغاء الشراكات شبيهة بالطلاق. يمكن إجراء الشراكات المدنية من قبل المنظمات الدينية في إنجلترا وويلز واسكتلندا ولكن لايمكن ذلك في أيرلندا الشمالية.

### الاحصائيات
وفقًا لوكالة الإحصاء والبحث لأيرلندا الشمالية، تم تسجيل 1,202 شراكة مدنية بين عامي 2005 و 2017. وترد البيانات في الجدول أدناه.
تم إجراء معظم الشراكات المدنية في بلفاست، المدينة التي تمثل حوالي نصف جميع الشراكات في أيرلندا الشمالية، تليها مقاطعات ديري وسترابان، ونيوري ومورن وداون، وألستر الوسطى، وأنتريم ونيوتاونبي التي شهدت أقل عدد من الشراكات. في عام 2015، كان متوسط سن الشركاء الرجال الذين يدخلون في شراكات مدنية 33.8، في حين كان 36.8 للشركاء النساء (34.3 و 32.2 على التوالي للأزواج المغايرين). كان هناك 7 حالات إلغاء لشراكات مدنية في عام 2015 (5 للأزواج من الذكور و2 للأزواج من المثليات)، مقارنة بـ 2360 حالة طلاق بين الأزواج المغايرين.
|                     | 2005 | 2006 | 2007 | 2008 | 2009 | 2010 | 2011 | 2012 | 2013 | 2014 | 2015 | 2016 | 2017 | 2018 | العدد الإجمالي |
| ------------------- | ---- | ---- | ---- | ---- | ---- | ---- | ---- | ---- | ---- | ---- | ---- | ---- | ---- | ---- | -------------- |
| الشراكات بين النساء | 6    | 51   | 51   | 43   | 50   | 62   | 43   | 50   | 54   | 63   | 51   | 47   | 54   | 58   | 683            |
| الشراكات بين الرجال | 6    | 65   | 60   | 43   | 46   | 54   | 46   | 51   | 46   | 47   | 38   | 37   | 38   | 50   | 627            |
| العدد الإجمالي      | 12   | 116  | 111  | 86   | 96   | 116  | 89   | 101  | 100  | 110  | 89   | 84   | 92   | 108  | 1,310          |

## زواج المثليين
يخضع الزواج في أيرلندا الشمالية للقوانين المعمول بها في ذلك الوقت. لا يوجد أي التزام على أي من المتزوجين بالانتماء إلى طائفة دينية، أو أن يتم الزواج من قبل مؤسسة دينية، لكن الزواج الذي يتم في الطريقة المعمول بها من قبل طائفة دينية يتم تسجيله بواسطة كاهن مرخص له من قبل الدولة.

### الجمعية التشريعية لأيرلندا الشمالية
تمت مناقشة تشريعات تسمح بالاعتراف بزواج المثليين في أيرلندا الشمالية في الجمعية التشريعية لأيرلندا الشمالية خمس مرات منذ عام 2012. وفي الأربع الأولى من تلك المناسبات، صوتت أقلية فقط من أعضاء الجمعية لصالح زواج المثليين، على الرغم من أن أحدث تصويت حول هذه المسألة في نوفمبر 2015 شهد تصويت أغلبية الأعضاء لصالح زواج المثليين.
في 1 أكتوبر 2012، تم تقديم أول طلب للجمعية التشريعية لأيرلندا الشمالية بشأن زواج المثليين من قبل حزب شين فين، وحزب الخضر في أيرلندا الشمالية، تم هزيمة الاقتراح في تصويت 45 صوتا لصالحه مقابل 50 صوتا ضده (45-50).
في 29 نيسان 2013، هزمت محاولة ثانية لتقنين زواج المثليين في الجمعية التشريعية لأيرلندا الشمالية في تصويت 42 صوتا لصالحه مقابل 53 صوتا ضده (42-53)، مع تصويت أعضاء الحزب الاتحادي الديمقراطي وحزب أولستر الاتحادي ضده وتصويت أعضاء حزب شين فين والحزب الاشتراكي العمالي، وحزب التحالف، وحزب الخضر في أيرلندا الشمالية لصالحه.
هزمت المحاولة الثالثة في 29 أبريل 2014 في تصويت 43 صوتا لصالح مقابل 51 صوتا ضد (43-51)، مع تصويت كل الأعضاء الوطنيين من حزب شين فين والحزب الليبرالي الديمقراطي، ومعظم أعضاء التحالف وأربعة إتحاديين (اثنان من «حزبNI21» واثنين من حزب أولستر الاتحادي) لصالح. وتصويت الوحدويين المتبقيين (الحزب الاتحادي الديمقراطي، حزب أولستر الاتحادي في حزب استقلال المملكة المتحدة و«الصوت الاتحادي التقليدي») واثنين من حزب التحالف ضد.
فشلت المحاولة الرابعة في 27 أبريل 2015 فشلت أيضا، 47 صوتا لصالح مقابل 49 صوتا ضد (47-49). مرة أخرى، صوت حزب شين فين والحزب الليبرالي الديمقراطي وخمسة أعضاء من التحالف لصالح، في حين صوت الحزب الاتحادي الديمقراطي وكل أعضاء حزب أولستر الاتحادي ماعدا أربعة (حصلوا على تصويت الضمير).
في 2 تشرين الثاني/نوفمبر 2015، صوّت 105 من أعضاء الجمعية التشريعية لأيرلندا الشمالية على اقتراح بتقنين زواج المثليين في تصويت 53 صوتا لصالحه مقابل 52 صوتًا ضده، وكانت المرة الأولى التي حظي فيها زواج المثليين بدعم الأغلبية في الجمعية التشريعية. ومع ذلك، استخدم الحزب الاتحادي الديمقراطي التماس القلق" (بالإنجليزية: Petition of concern)‏، مما منع ان يكون للاقتراح أي تأثير قانوني.
وقال حزب شين فين إن التشريع المتعلق بزواج المثليين سيكون أولوية بالنسبة إلى الحزب في الجمعية المنتخبة في أيار/مايو 2016. في 23 يونيو 2016، أعلن وزير المالية مارتن أو مويلوار أنه طلب من المسؤولين في السلطة التنفيذية البدء في صياغة تشريع للسماح بزواج المثليين، مشيرًا إلى أن أعضاء الجمعية التشريعية لأيرلندا الشمالية سيصوتون على هذه المسألة بدلا من "إجبارهم على التشريع [بعد] حكم قضائي" في المحاكم. في أكتوبر/تشرين الأول 2016، أعادت الوزيرة الأولى أرلين فوستر التأكيد على معارضة الحزب الاتحادي الديمقراطي لزواج المثليين، قائلة إن الحزب سيواصل استخدام التماس القلق" (بالإنجليزية: Petition of concern)‏ لتعطيل زواج المثليين في الجمعية التشريعية خلال السنوات الخمس القادمة. حصل الحزب الديمقراطي الموحد على أقل من 30 مقعدًا في انتخابات مارس 2017، مما يعني أنه فقد حقه في حظر إحدى مشاريع القوانين بشكل فردي باستخدام "التماس القلق". ومع ذلك، هناك ما يكفي من الأعضاء المنتخبين الآخرين لتقديم التماس للقلق معا، إذا تم استعادة حكومة تقاسم السلطة.

### برلمان المملكة المتحدة

#### محاولات عام 2018
صرحت كارين برادلي، وزيرة الدولة لشمال أيرلندا، في فبراير 2018 أنه يمكن تشريع زواج المثليين في أيرلندا الشمالية من قبل البرلمان البريطاني، ومن المرجح أن تسمح حكومة المحافظين بتصويت الضمير لنوابها إذا تم تقديم مثل هذه التشريعات. قال النائب عن حزب العمال كونور ماكغين أنه سيقدم مشروع قانون خاص بتمديد زواج المثليين إلى أيرلندا الشمالية بحلول نهاية مارس 2018.
قدم مشروع «قانون الزواج (الأزواج المثليون) (أيرلندا الشمالية)» إلى مجلس العموم يوم 28 مارس عام 2018، ومر بنجاح في القراءة الأولى. تم حظر القراءة الثانية لمشروع القانون في مجلس العموم من قبل عضو البرلمان عن حزب المحافظين في 11 مايو 2018، وتمت إعادة جدولته إلى 26 أكتوبر 2018، ثم إعادة جدولته مرة أخرى إلى 25 يناير 2019. وتم تقديم مشروع قانون مماثل إلى مجلس اللوردات في 27 مارس بواسطة البارون هايوارد، وتمت الموافقة على قراءته الأولى في ذلك اليوم.
في 1 تشرين الثاني/نوفمبر 2018، تم منح الموافقة الملكية على «قانون أيرلندا الشمالية (قانون التأسيس وممارسة الوظائف) 2018»، والذي يحتوي على أقسام تصف حظر زواج المثليين وحظر الإجهاض في أيرلندا الشمالية على أنه انتهاك لحقوق الإنسان. لا يشرع القانون زواج المثليين في أيرلندا الشمالية، ولكنه يوجه الحكومة البريطانية إلى «إصدار توجيهات» لموظفي الخدمة المدنية في أيرلندا الشمالية «فيما يتعلق بعدم توافق حقوق الإنسان مع [قوانين المنطقة بشأن القضيتين]». وتم إقرار القانون في مجلس العموم في تصويت 207 صوتا لصالحه مقابل 117 صوتا ضده (207-117).

#### التقنين عبر برلمان وستمنستر (2019)

خريطة تصويت النواب على التعديل الذي يمدد زواج المثليين إلى أيرلندا الشمالية.
أصوات حزب العمال/ الديمقراطيون الليبراليون/ الحزب القومي الاسكتلندي/تغيير المملكة المتحدة/ بلايد كمري/ أخضر /
مستقل لصالح : (+2 من الأصوات)
أصوات حزب المحافظين لصالح:
أصوات حزب المحافظين/ الحزب الاتحادي الديمقراطي ضد : (+2 من الأصوات)
الغائبون/ الممتنعون (شين فين):
مقعد شاغر: 1

في مارس 2019، قدم البارون هايوارد تعديلاً لمشروع قانون حكومي غير ذي صلة، والذي إذا تم قبوله كان من شأنه أن يمدد زواج المثليين إلى أيرلندا الشمالية. رفضت البارونة ويليامز أوف ترافورد التعديل وقالت إن حكومة المملكة المتحدة تريد من الجمعية التشريعية لأيرلندا الشمالية تقنين زواج المثليين. وقام هايوارد بسحب التعديل، قائلًا إنه هو واللوردات الآخرون «قاموا بسحب تكتيكي اليوم، لكننا سنعود، هذه المرة لنفوز».
في يوليو 2019، أعلن النائب كونور ماكغين عن عزمه إرفاق تعديل على مشروع القانون الإداري القادم لأيرلندا الشمالية، والذي من شأنه تقنين زواج المثليين بعد ثلاثة أشهر من إقرار مشروع القانون إذا لم تعد الجمعية التشريعية لأيرلندا الشمالية للعمل. بموجب شروط التعديل الذي تمت صياغته أصلاً، يمكن للسلطة التنفيذية في المنطقة الموافقة على هذا الإجراء أو إلغاؤه عند استئنافها عملها. تم تمرير التعديل في 9 يوليو في مجلس العموم بأغلبية 383 صوتًا لصالح مقابل 73 صوتًا ضده. تعديل كونور ماكغين، والذي تم تعديله من قبل البارون هايوارد خلال تمريره في مجلس اللوردات في 17 يوليو، تمت الموافقة دون تصويت رسمي. يتطلب الأمر من وزير الدولة لأيرلندا الشمالية إصدار لوائح تمدد زواج المثليين إلى أيرلندا الشمالية إذا لم تستأنف السلطة التنفيذية عملها بحلول 21 أكتوبر 2019. إذا حدث ذلك، فإن اللوائح تدخل حيز التنفيذ في 13 يناير 2020. تم تمرير تعديل اللورد هايوارد في مجلس العموم بأغلبية 328 صوتًا و 65 صوتًا في 18 يوليو.
تم إقرار المراحل النهائية لمشروع القانون في البرلمان وحصل على موافقة ملكية في 24 يوليو 2019، ليصبح قانون أيرلندا الشمالية (التكوين التنفيذي وما إلى ذلك) 2019.

### المحاولة الفاشلة لإعادة عمل الجمعية التشريعية لأيرلندا الشمالية (2019)
في 21 أكتوبر 2019، التمس الحزب الاتحادي الديمقراطي والصوت الوحدوي التقليدي دعوة الجمعية للتشريعية للعودة للعمل للمرة الأولى منذ ثلاث سنوات. ومع ذلك، أعلن كل من أحزاب شين فين، وحزب التحالف، وحزب الخضر والناس قبل الربح عن امتناعهم من الجمعية، وانسحب الحزب الاشتراكي العمالي من دورة الجمعية، مما أدى إلى غياب كل أعضاء الجمعية عن التيار القومي وعدم اكتمال النصاب داخلها لانتخاب رئيس جديد. ورفض رئيس الجمعية التشريعية روبن نيوتن تعليق القواعد للسماح بمشروع قانون مناهض للإجهاض ومشروع قانون محتمل يحظر زواج المثليين إلى التصويت، مما دفع الحزب الديمقراطي الاتحادي إلى الخروج من الجمعية العامة وإنهاء الجلسة. نتيجة لذلك، تم إنهاء مهلة وستمنستر التي سمحت بإلغاء زواج المثليين في أيرلندا الشمالية لو عادت الجمعية التشريعية إلى عملها بموجب قانون أيرلندا الشمالية (التكوين التنفيذي وما إلى ذلك) 2019 في منتصف ليل 21 أكتوبر 2019، وأصبح الإجهاض قانونيًا وتط الطلب من وزير الخارجية بالنسبة لأيرلندا الشمالية لإصدار لوائح تمدد زواج المثليين إلى أيرلندا الشمالية. تم التوقيع على هذه اللوائح من قبل وزير الدولة لأيرلندا الشمالية في 19 ديسمبر 2019 ودخلت حيز التنفيذ في 13 يناير 2020.

## التحديات القضائية

### قبل التقنين عبر برلمان وستمنستر في عام 2019
طعن اثنان من التحديات القضائية على حظر زواج المثليين في أيرلندا الشمالية في المحكمة العليا في نوفمبر وديسمبر 2015. قام أربعة من الشركاء المثليين، وهم «غرين كلوز» و«شانون سيكلز» و«كريس» و«هنري فلاناغان-كانم» بإحضار القضية مدعيين أن حظر أيرلندا الشمالية على زواج المثليين انتهك حقوق الإنسان الخاصة بهم. وقد نظرت القضية في وقت متزامن مع دعوى رفعت في يناير/كانون الثاني 2015 سعى فيها رجلان تزوجا في إنجلترا إلى الاعتراف بزواجهما في أيرلندا الشمالية. صدر حكم في أغسطس 2017؛ حكم القاضي أوهارا ضد الأزواج وقرر أنه لا توجد أسس قانونية بموجب القانون من المحكمة الأوروبية لحقوق الإنسان أن حقوق الشركاء قد انتهكت رفض أيرلندا الشمالية الاعتراف باتحادهم كزواج. وأن زواج المثليين مسألة سياسة اجتماعية يجب على الجمعية التشريعية لأيرلندا الشمالية أن تقرر فيها بدلاً من القضاء.
قال أحد الشريكين المشاركين في القضية (الذي لم يتم الإفصاح عن هويته) إنهما سيستأنفا الحكم. تم الاستماع إلى الاستئناف من قبل هيئة من ثلاثة قضاة في محكمة الاستئناف في 16 مارس 2018؛ من المتوقع صدور حكم في وقت ما هذا العام.

### بعد التقنين عبر برلمان وستمنستر في عام 2019
في عام 2019، أشار اثنان من الأزواج المثليين إلى أنهم سيقاضون حكومة المملكة المتحدة بسبب عقبات بيروقراطية قد تضطرهم إلى الانتظار لعامين من أجل تحويل شراكاتهم المدنية إلى حالات زواج.

## الرأي العام
أظهر استطلاع لجريدة بلفاست تيليغراف في سبتمبر 2014 أن 40.1% من السكان يؤيدون زواج المثليين، بينما عارضه 39.4% منهم ولم يدلي 20.5% منهم بأي رأي. من بين هؤلاء الذين أعطوا رأي، أيد 50.5% منهم وعارض 49.5% منهم زواج المثليين. أظهر استطلاع للرأي في مايو 2015 أن 68% من السكان يؤيدون زواج المثليين، مع ارتفاع الدعم إلى 75% في بلفاست. جلبت «مظاهرة حاشدة»، نظمت من قبل المؤتمر الأيرلندي لنقابات العمال، منظمة العفو الدولية، ومشروع قوس قزح وقعت في بلفاست يوم 13 يونيو عام 2015، حضورا 20,000 شخص. أشار استطلاع في يونيو 2016 أن الدعم لزواج المثليين يبلغ نسبة 70%، في حين عارضه 22%.
أظهر استطلاع «لوسيد تووك» الذي أجري في ديسمبر 2016، والذي شمل 1080 شخصا، أن 65.22% من الأشخاص الذين شملهم الاستطلاع يؤيدون تقنين زواج المثليين في أيرلندا الشمالية. ومع ذلك، عارض معظم المستجيبين الوحدويين زواج المثليين في أيرلندا الشمالية، مع تأييد 37.04% فقط (مع ارتفاع الدعم إلى 71% لدى الوحدويين الذين تتراوح أعمارهم بين 18 و 24 عامًا). على النقيض من ذلك، كان 92.92% من المجيبين من الاستقلاليين/الجمهوريين و 95.75٪ من ناخبي الائتلاف /حزب الخضر/حزب الشعب قبل الربح، يؤيدون تشريع زواج المثليين.
وجد استطلاع للرأي في شهر أبريل عام 2018 دعمًا لزواج المثليين بين سكان أيرلندا الشمالية بنسبة 76%، بينما عارضه 18% منهم.
كشف استطلاع للرأي أجرته مؤسسة يوغوف عام 2019 أن 70% من سكان المملكة المتحدة وافقوا على وجوب تقنين زواج المثليين في أيرلندا الشمالية (كانت النسبة 65% في عام 2018)، بما في ذلك 55% ممن يعيشون في أيرلندا الشمالية. كان عدد الناخبين المحافظين الذين عبروا عن تأييدهم 62% (كانت النسبة 54% في عام 2018). قال 81% من الناخبين المؤيدين لبقاء المملكة المتحدة في الاتحاد الأوروبي إنهم يدعمون زواج المثليين، مقارنة بـ 60% من الناخبين المؤيدين لخروج المملكة المتحدة من الاتحاد الأوروبي. في أيرلندا الشمالية نفسها، دعمت 72% من النساء زواج المثليين، مقارنة بـ40% من الرجال.

## موقف الجماعات المسيحية والعلمانية
تعرف الكنائس الرئيسية في أيرلندا الشمالية الزواج بين رجل واحد وامرأة واحدة. غالبية حالات الزواج في أيرلندا الشمالية يتم إجراؤها أيضا من قبل الطوائف الدينية، مثلا 5,856 من 8,550 من مراسم الزواج في عام 2014 (68%).
على النقيض من ذلك، فإن الإنسانيين العلمانيين في أيرلندا الشمالية يجرون مراسم شراكة للأزواج المثليين في أيرلندا الشمالية لسنوات عديدة. رحّب إنسانيو أيرلندا الشمالية، وهي جزء من منظمة الجمعية الإنسانية البريطانية التي تعمل في أيرلندا الشمالية، بتشريع زواج المثليين وقالت إنها تتطلع إلى إقامة احتفالات رسمية منذ شهر يناير 2020.
بموجب "أمر الزواج (أيرلندا الشمالية) 2003"، لا يجوز للمسجل أن يوقع زواجًا دينيًا "إلا وفقًا لشكل من أشكال الاحتفال الذي تعترف به الهيئة الدينية التي ينتمي إليها" والتي "تشمل ولا تمثل بأي حال من الأحوال" تتعارض مع "تصريح مناسب، أي أنهم يقبلون بعضهم البعض كزوج وزوجة في حضور أحدهما الآخر، المسجل، والشهود. يتم تعريف هيئة دينية في التشريع بأنها "مجموعة منظمة من الأشخاص الذين يجتمعون بانتظام من أجل العبادة الدينية المشتركة."
- في الكنيسة الكاثوليكية، ينص التعليم المسيحي للكنيسة الكاثوليكية على ما يلي: «إن العهد الزوجي، الذي يقيم به الرجل والمرأة بينهما شراكة مدى الحياة، أمر بطبيعته نحو خير الزوجين والإنجاب. وتعليم الأبناء».[75]
- تؤيد الكنيسة المشيخية في أيرلندا اعتراف الايمان في وستمنستر الذي يؤكد أن الزواج «يكون بين رجل واحد وامرأة واحدة: لا يحل لأي رجل أن يكون له أكثر من زوجة واحدة، ولا لأية امرأة أن يكون لها أكثر من زوجة واحدة، في نفس الوقت.»[76]
- في كنيسة أيرلندا يؤكد القانون الكنسي على أنه «وفقا لدينا تعليم الرب أن الزواج هو في غرضه اتحاد دائم ومدى الحياة، للأفضل أو للأسوأ، حتى الموت يقوم به رجل واحد مع امرأة واحدة، مع استبعاد جميع الآخرين على كلا الجانبين.»[77] أكد السينود العام لكنيسة أيرلندا، في عام 2012، هذا التعليم في الحركة الجنسية البشرية في سياق المعتقد المسيحي.. وأضافت الحركة أن الكنيسة «تعترف لنفسها ولها، ولا يوجد تفهم آخر خارج الزواج»، وتقر بأن أعضاء الكنيسة «قد أصابوا وجرحوا الناس في بعض الأحيان بالكلمات والأفعال، فيما يتعلق بالجنس البشري». أكدت الكنيسة على «استمرار الالتزام بحب جارنا، ومعارضة جميع التصرفات والمواقف التي لا تتوافق مع الكتاب المقدس فيما يتعلق بالجنس البشري من أي منظور، بما في ذلك التعصب، والكلمات أو الأفعال المؤذية، واللغة المهينة أو الضارة».[78]
- تنص الكنيسة الميثودية في أيرلندا على أن الزواج «علاقة، يقصد بها أن تكون دائمة، بين رجل واحد وامرأة واحدة» في وثيقة «تعبيرات تطبيقية عن المعتقد الميثودي». تعارض الكنيسة «جميع أشكال الجنس المهينة والممارسة الجنسية، سواء أكانت مغايرة جنسيا أو مثلية جنسيا» ولكنها تطلب «التفاهم والتسامح لأولئك الذين توجههم الجنسي نحو أولئك الذين هم من جنسهم» وتشجع الكنيسة الأوسع «على إعطاء دور أكبر في تعليم المجتمع، بما في ذلك المسيحيون، بخصوص هذه المسألة، حتى يختفي الجهل والتحيز والخوف».[79]
- تؤكد رابطة الكنائس المعمدانية في أيرلندا «مرسوم خلق الزواج بأنه اتحاد مدى الحياة بين رجل واحد وامرأة واحدة» في بيانها المذهبي.[80]
- يؤكد الاتحاد التجمعي في أيرلندا إعلان سافوي، الذي يشبه اعتراف وستمنستر للإيمان في القول بأن «الزواج يكون بين رجل واحد وامرأة واحدة: لا هو يحل لأي رجل أن يكون له أكثر من زوجة واحدة، ولا لأي امرأة أن يكون لها أكثر من زوج واحد في نفس الوقت.»[81]
- جيش الخلاص - كما جاء في في بيان الزواج الوضعي - يعتقد أن الزواج هو «علاقة حصرية ومدى الحياة بين رجل واحد وامرأة واحدة والتي تتميز الخضوع المتبادل والاحترام والحب وإعطاء النفس، والإخلاص والانفتاح على بعضهما البعض». وتضيف أن النقص البشري والخطأ «قد يصعّبان الوصول إلى الهدف المتمثل في الإخلاص مدى الحياة» وأن المثل الأعلى للثقافة المسيحية يتأثر بالانهيار والفصل والطلاق والمعاشرة والزواج القسري والشراكات المثلية وتعدد الزوجات. ومع ذلك، فإن جيش الخلاص «لا يدين أو يتخلى عن الأشخاص الذين لا يرقى إلى المستوى المثالي»، بل يسعى باسم الرب، إلى تقديم الدعم والمصالحة والمشورة والنعمة والغفران.[81]
- تشارك الكنيسة المشيخية البروتستانتية في أيرلندا، والكنيسة الإنجيلية المشيخية وكنيسة أولستر المشيخية الحرة اعتراف وستمنستر للايمان وتعريفه للزواج.[82][83][84]
- تقوم جمعية الأصدقاء الدينية في أيرلندا الشمالية بزواج المثليين. في عام 2018، تم تمرير دقيقة (اقتراح) تدعم وتسمح بحالات الزواج هذه في قاعات الاجتماعات الخاصة بهم. في اجتماع سنوي، عقد في ليمريك.[85][86] تعتبر جمعية الأصدقاء الدينية الكنيسة الوحيدة السائدة في أيرلندا الشمالية التي تسمح بزواج المثليين.